# Fuge (Bauwesen)

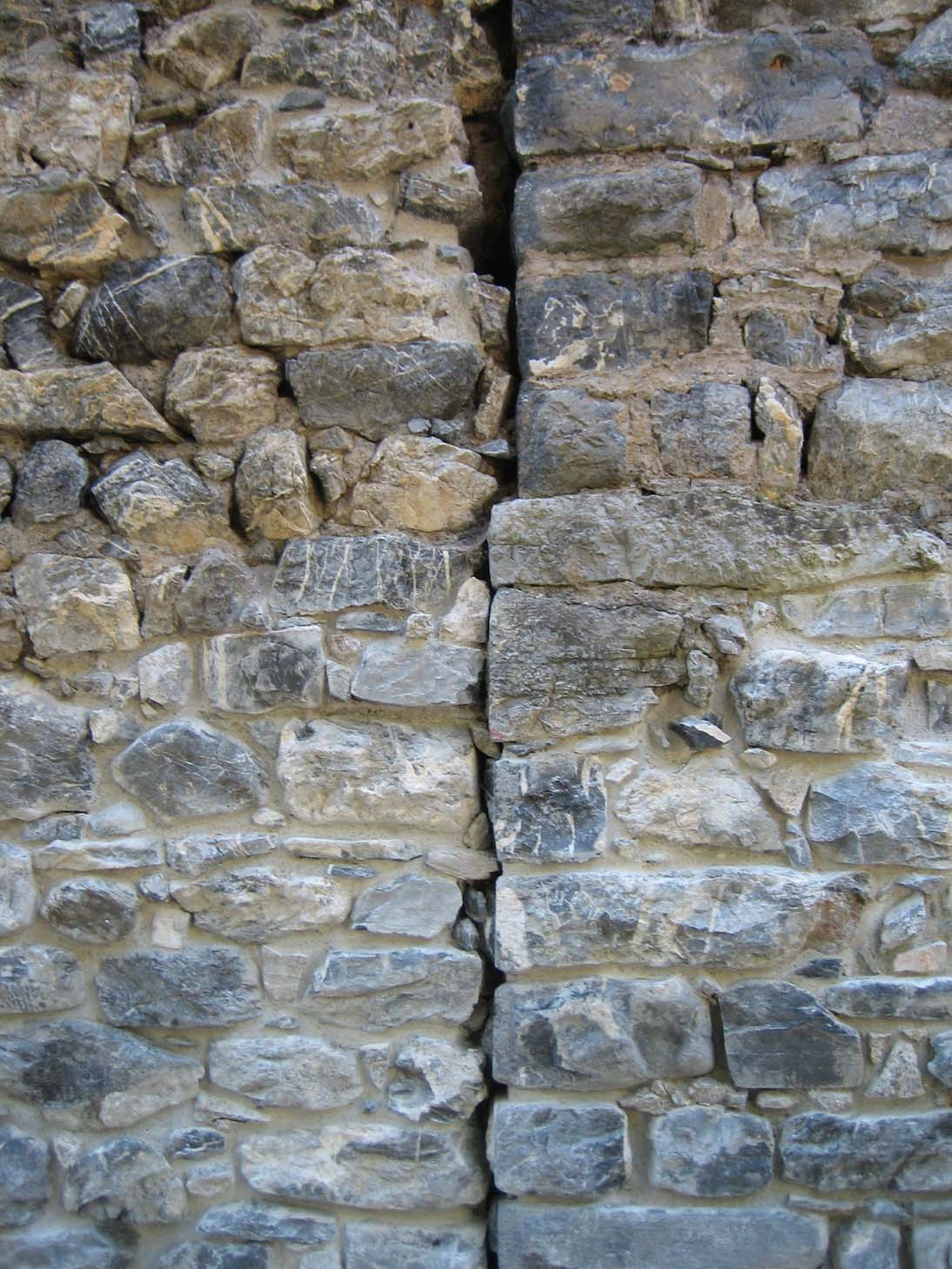
Bauwerksfuge und unterschiedlich ausgeführte Mauerwerksfugen in der mittelalterlichen Ruine der Burg Belfort

Eine Fuge ist im Bauwesen ein gewollter oder toleranz- oder konstruktionsbedingter Spalt oder Zwischenraum zwischen zwei Teilbereichen, Bauteilen oder Materialien. Neben einem bautechnischen Zweck kann sie auch der Gestaltung dienen, etwa als Schattenfuge. Als Fugenbild bezeichnet man Anordnung und Aussehen der Fugen auf einer bestimmten Oberfläche, wie Mauerwerk oder Fliesenböden. Das Fugenbild wird beeinflusst von der Form der verwendeten Steine bzw. Fliesen, dem verwendeten Fugenmaterial, der Fugenfarbe und der Ausführung der Fuge. Fugenschnitt bezeichnet die Ornamentierung eines Bauwerks mit in den Verputz geschnittenen Scheinfugen.
Um das Eindringen von Wasser zu verhindern, werden Fugen verschlossen mit pastösen, spritzbaren Dichtstoffen wie Acryl oder Silikon oder mit vorgefertigten Profilen, Fugenbändern, Fugenblechen oder Quellbändern. Siehe: Fugenabdichtung

## Arten

### Anschlussfuge
Anschlussfugen entstehen zwangsläufig, wenn zwei unterschiedliche Bauteile, Bauelemente oder Materialien aneinandertreffen, und der entstehende Spalt nicht überspachtelt, überputzt oder tapeziert wird. Viel Beachtung finden die Anschlussfugen im Sanitärbereich, wie der Anschluss von Duschwanne (Duschtasse), Badewanne oder Waschbecken zu Wand und Fußboden, die typisch als Silikonfugen ausgeführt werden. Im Innenbereich treten in den meisten Anschlussfugen nur geringe Relativbewegungen auf, sodass auch Dichtstoffe mit geringer Elastizität verwendet werden können.

### Arbeitsfuge
Arbeitsfugen sind Trennstellen innerhalb von Bauteilen, welche die Kraftübertragung möglichst nicht unterbrechen sollen und nur entstehen, wenn ein Bauteil nicht in einem Zug fertiggestellt werden kann. Im Betonbau entstehen Arbeitsfugen als Absetzfugen zwischen zeitlich aufeinanderfolgenden Betonierabschnitten. Das Betonieren in Abschnitten ist aufgrund des Bauablaufs oft unvermeidlich. Ziel ist es, einen möglichst guten Verbund zwischen den angrenzenden Betonierabschnitten herzustellen. Da in Arbeitsfugen die Bewehrung durchläuft, wäre eine vertikale Abschalung des Betonierabschnitts mit Holz aufwändig. Heute wird hierzu meist Streckmetall verwendet, welches sich leicht schneiden und zurechtbiegen lässt und eine gewisse Verzahnung der Betonierabschnitte gewährleistet. Wenn etwa aus ästhetischen Gründen ein geradliniger Fugenverlauf gewünscht ist, kann eine Verschalung in Kombination mit Rückbiegeanschlüssen anstelle durchlaufender Bewehrungseisen verwendet werden.
Dichte Arbeitsfugen sind besonders bei Konstruktionen wie der Weißen Wanne wichtig. Zur Abdichtung von Arbeitsfugen gegen drückendes Wasser werden Verpress- oder Quellfugendichtbänder verwendet.
Beim Bau von Kellern aus Fertigteilen (wie Massivwand- oder sogenannte Doppelwand-Keller) hat sich der Einsatz von außenliegenden, streifenförmigen Flächenabdichtungen aus Kunststoff bewährt, die mit dem Untergrund druckwasserdicht verklebt werden (siehe auch Hohlkehle).
Pressfugen sind spezielle Arbeitsfugen, die statische Abschnitte begrenzen und beispielsweise bei Betondecken im Straßenbau verwendet werden. Sie durchtrennen die Betonplatten in ihrer ganzen Dicke und die Bewehrung läuft nicht durch, so dass sich bei Schrumpfung der Platten ein Spalt bildet. Bei Ausdehnung der Platten werden Druckkräfte übertragen. Durch eine Verzahnung kann ein ungewolltes Verschieben der Platten gegeneinander vermieden werden.

### Bauwerksfuge
Eine Bauwerksfuge oder auch Bautrennfuge ist eine Fuge, die dadurch entsteht, dass Bauwerke, Bauwerksflügel oder spätere Bauabschnitte unmittelbar und ohne Verzahnung neben dem benachbarten Bauteil errichtet werden. Sie läuft durchgängig zwischen den beiden benachbarten Bauwerken oder unabhängigen Gebäudeteilen, aber nicht unbedingt auch durch die Fundamente. Bauwerksfugen zwischen Neubauten (zum Beispiel Reihenhäusern) werden als Gebäudetrennfugen ausgeführt, indem ein durchgängiger Spalt von mehreren Zentimetern Breite mit nichtbrennbarem, elastischem Material wie Mineralwolle aufgefüllt wird, um eventuell auftretende Setzungen aufzunehmen, die Schallübertragung zu reduzieren und den Eintritt von kalter Außenluft zu vermeiden.

### Bewegungsfuge
Eine Bewegungsfuge, Dehnfuge, Dehnungsfuge, Dilatationsfuge oder Raumfuge ist eine Fuge zur Unterbrechung von Bauteilen, um Spannungsrissen vorzubeugen. Diese Risse entstehen durch unterschiedliche Bewegungen der angrenzenden Flächen durch Wärmedehnung, Dehnung durch Feuchtigkeitaufnahme oder lastbedingte Lage- und Längenänderungen (sog. Kriechen). Zur Entstehung möglicher Spannungsrisse siehe auch Dilatation. Durch die Fuge werden die hieraus entstehenden Kräfte (Zwängungen) ebenso vermieden, wie unkontrollierte Risse innerhalb von Bauteilen oder an Anschlussstellen.

Bewegungsfugen
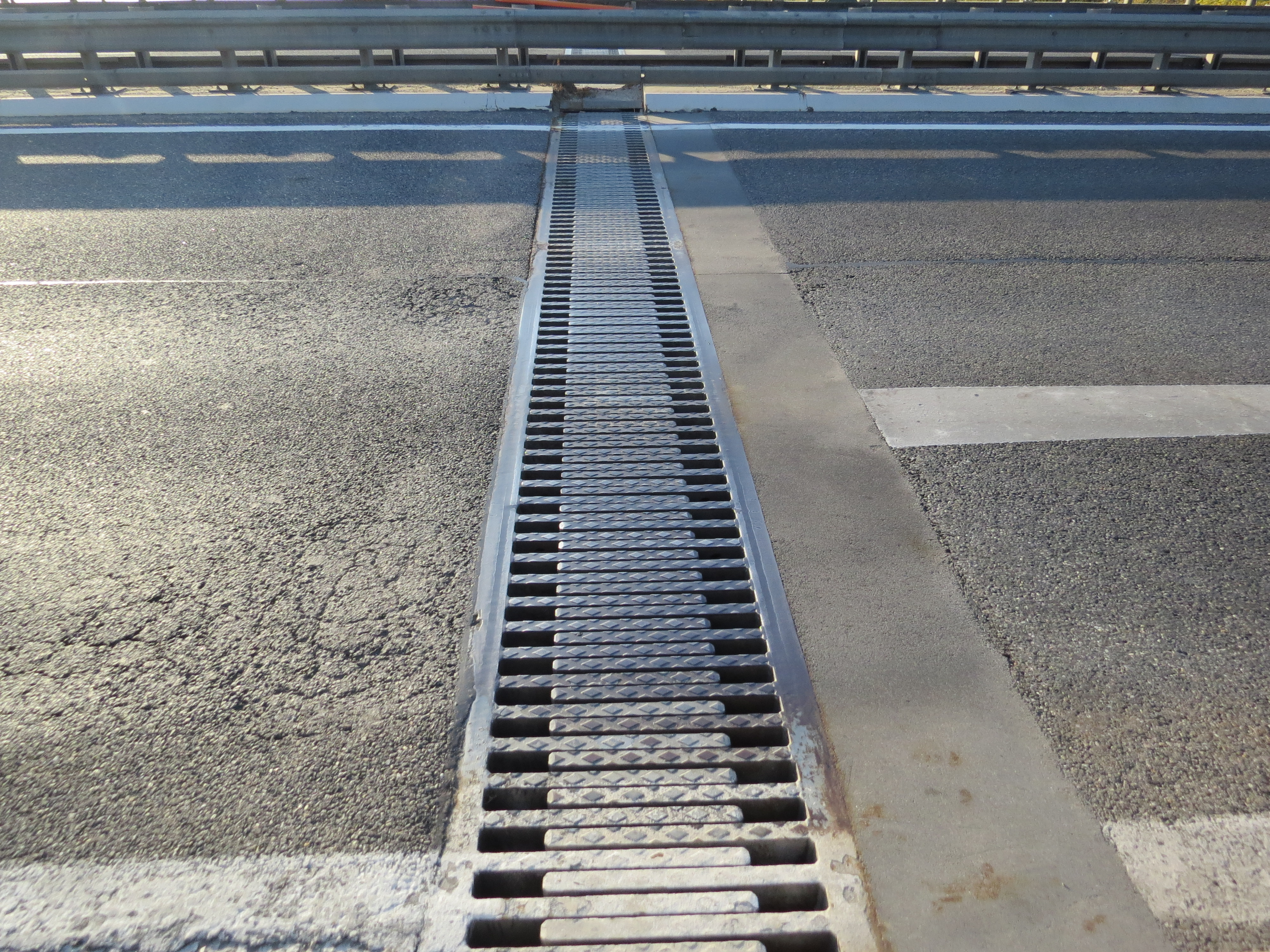
Brückenausgleichselement an der Donaubrücke Krems, Österreich
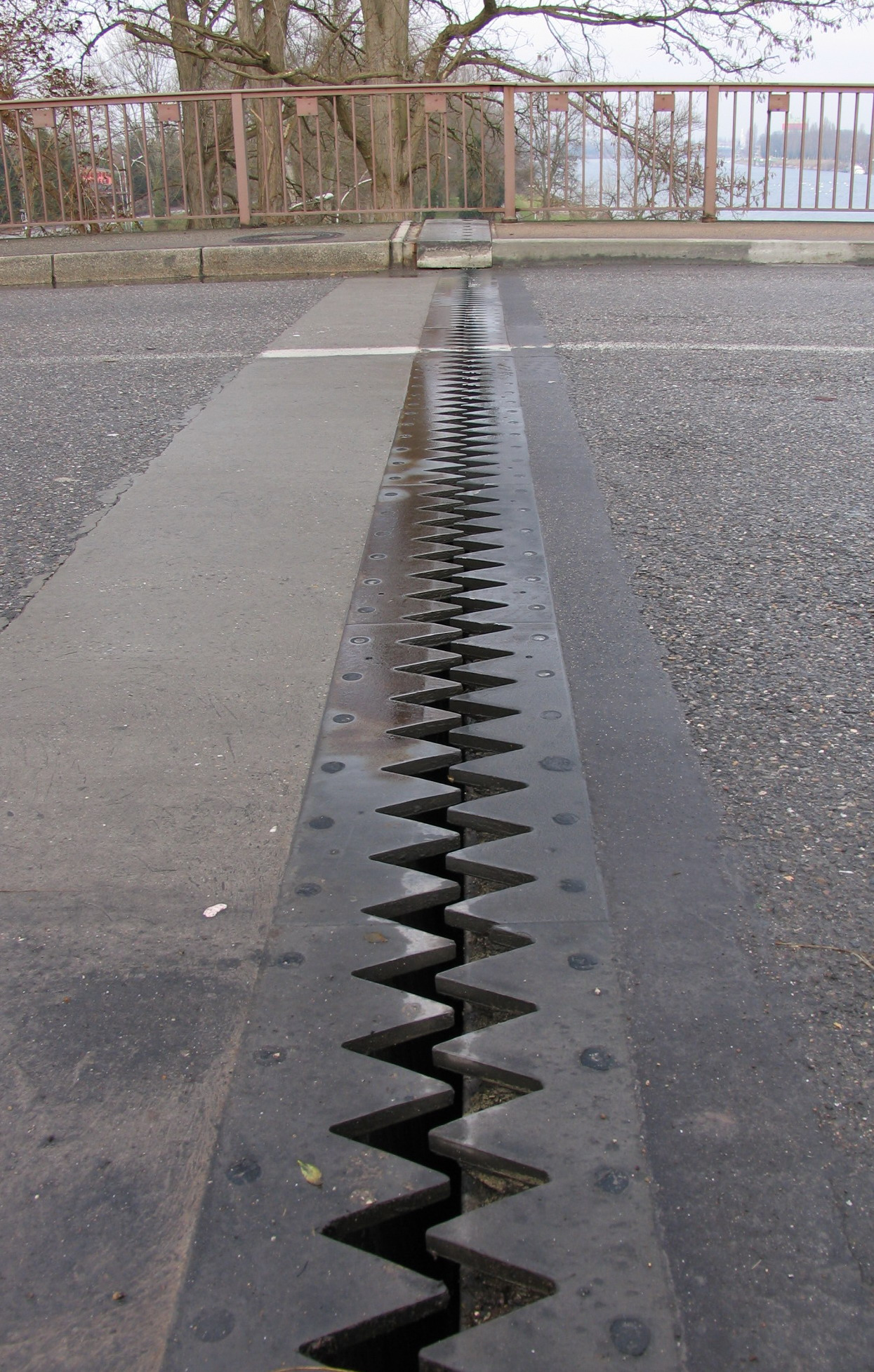
Dehnungsfuge einer Brücke (Julius-Leber-Brücke (Breisach–Vogelgrun))

Einsatzbereiche
- Brücken: Ausbildung von Übergangskonstruktionen zur Vermeidung von Zwangspannungen, vor allem aufgrund der Wärmedehnung
- Parkett- oder Laminatböden: Vermeidung von Spannungen, vor allem infolge von Quellung und Schrumpfung bei Änderung der Feuchtigkeitsgehalts (zumeist aufgrund von Luftfeuchtigkeit, aber auch Kondenswasser). So wird verhindert, dass das Holz oder Laminat gegen angrenzende Bauteile presst, sich aufwirft oder klaffende Trocknungsrisse entwickelt.
- Fußböden allgemein sowie Beläge wie Bodenfliesen: Die Anschlussfuge zwischen schwimmendem Estrich und Fußbodenbelag zur Wand wird generell als Dehn- und Bewegungsfuge ausgebildet.
- Verblendmauerwerk wird in der Regel mittels Dehnfugen in regelmäßige Felder aufgeteilt, um Rissbildung aufgrund von der Erwärmung der steifen Mauerwerksschale zu vermeiden (traditionelles Ziegelmauerwerk ist weniger gefährdet, weil die Steine und der Mauermörtel elastischer waren als Klinker und heutige Vormauersteine. Die massive Mauerwerkswand erwärmte sich auch weniger stark als das dünne Blendmauerwerk)
- Bewegungsfugen in Fahrbahndecken aus Beton werden auch als Raumfuge bezeichnet und dienen zur Vermeidung von unkontrollierten Spannungsrissen. Im Gegensatz zu Scheinfugen trennen sie die Betonplatte von vornherein in ihrer ganzen Stärke. Sie sind unter anderem am Übergang zu bestehenden Bauwerken und Konstruktionen erforderlich und lassen eine thermische Längenänderung der angrenzenden Bauteile zu, indem die Fuge nach ZTV Fug-StB gefast und mit dauerelastischem Material gefüllt wird.[2]

### Mauerwerksfuge
Im Mauerwerksbau wird zwischen Stoßfugen und Lagerfugen unterschieden: die vertikalen Stoßfugen befinden sich zwischen den Köpfen der Steine innerhalb einer Mauerlage; die horizontalen Lagerfugen liegen zwischen den Steinlagen.

Wenn Steine oder Ziegel eines Mauerwerks mit Mauermörtel verbunden werden, unterscheidet man Setzmörtel und den außen sichtbaren Fugmörtel. Mit der Fugkelle können vom Maurer die sichtbaren Mörtelfugen in verschiedenen profilierten Formen ausgebildet werden, was erheblichen Einfluss auf das Erscheinungsbild einer Mauer haben kann. Oskar Mothes hat in seinem „Illustrirten Bau-Lexikon“ die wichtigsten im 19. (und noch im 20.) Jahrhundert üblichen Profile von Mauerfugen beschrieben; vgl. Abbildung: Fig. 294 façonnierte Ausfugung, Fig. 295 Ausfugung auf den Rundstab, Fig. 296 auf versenktem Rundstab, Fig. 297 auf Kerbe, Fig. 298 auf Hohlkehle, Fig. 299 auf Falz, Fig. 300 auf Rundstab mit Plättchen.

Mauerwerksfugen
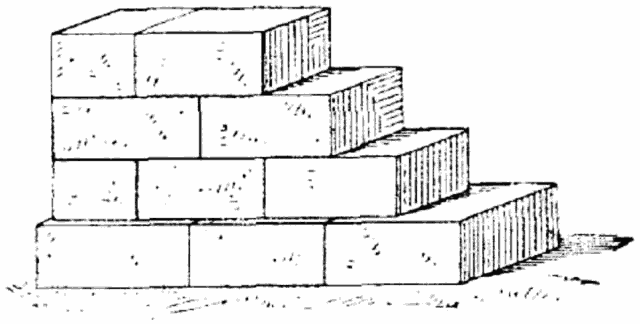
Horizontale Lagerfugen, vertikale Stoßfugen,
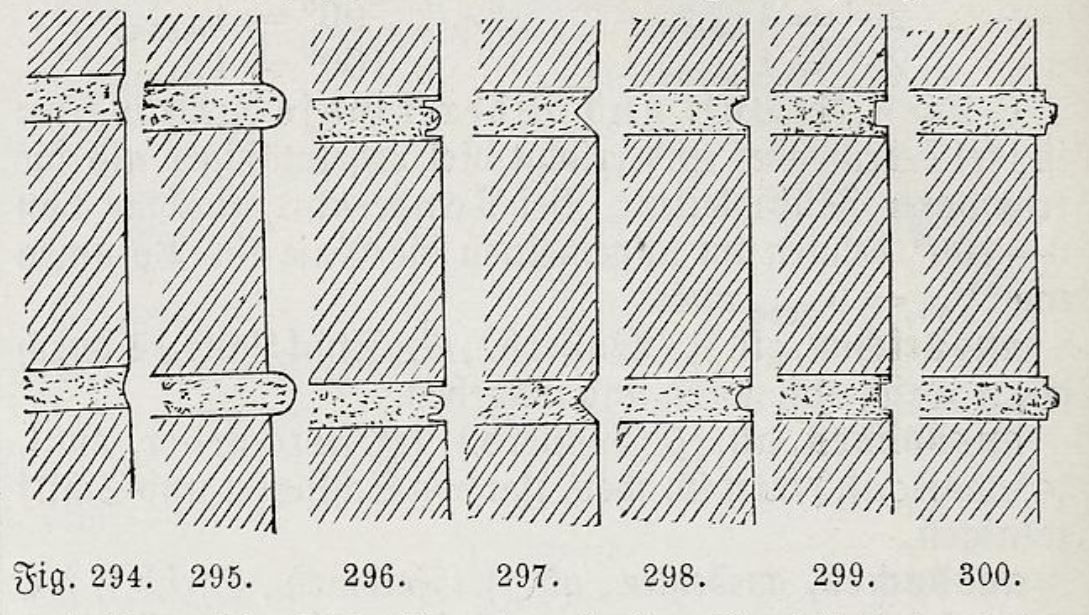
Verschiedene Arten von Mörtelfugen-Profilen im Mauerwerk (Oskar Mothes, 1881)

### Raumfuge
siehe: Bewegungsfuge

### Schattenfuge
Eine Schattenfuge ist eine angedeutete, vertieft liegende Fuge zwischen Bauteilen, zum Beispiel zwischen einer Seitenwand und einer abgehängten Holz-Unterdecke oder zwischen der Zarge einer bündig in der Wandebene liegenden Tür und der angrenzenden Wandoberfläche. Es handelt sich dabei nicht unbedingt um eine tatsächliche Trennfuge. Bei der Konstruktion von Bilderrahmen dient die Schattenfuge der räumlichen Trennung zwischen Bild und Rahmen.

### Scheinfuge, Schwindfuge und Sollrissfuge
Scheinfugen sind Schwindfugen und Sollreißfugen bzw. Sollbruchstellen, die gezielt angelegt werden, damit etwa die in größeren Estrichflächen und Bauteilen aus Stahlbeton unvermeidbare Schwindrisse nicht zufällig und unregelmäßig, sondern geradlinig verlaufen und dort entstehen, wo sie gut zu kontrollieren sind. Wenn die Fläche auch in gerissenem Zustand luft- oder wasserdicht bleiben soll, was besonders bei einer Weißen Wanne wichtig ist, so werden in die Sollbruchstellen Dichtprofile eingelegt.
Im Estrich sowie im Straßenbau werden Sollbruchstellen oft in Form eines einfachen Kellenschnitts ausgeführt, um eine Querschnittsschwächung im Bauteil zu bewirken. Die Bewehrung läuft ganz oder teilweise durch. Beim Schwinden während des Erhärtungsprozesses (Abbinden), durch Witterungseinflüsse oder Abnutzung, entsteht an der vorherbestimmten Stelle ein Riss.
Scheinfugen durchtrennen das Bauteil häufig zu rund einem Drittel des Querschnitts, indem vor dem endgültigen Abbinden des Betons oder Estrichs an den gewünschten Stellen ein Schnitt ausgeführt wird. Alternativ können während des Betonierens Einlagen wie Sollbruchstellenprofile an den gewünschten Stellen platziert werden. Ebenso wie Schattenfugen werden Scheinfugen auch als gestalterisches Mittel eingesetzt, etwa indem Trapez- oder Dreikantleisten eingelegt werden.
Im Estrich werden Scheinfugen nach dem Austrocknen auf Belegreife entweder mit einem Reaktionsharz (meist Epoxidharz) kraftschlüssig vergossen oder als Bewegungsfugen offengelassen, wie z. B. in Türdurchgängen unter Keramikfliesen.

### Lichtfuge
Eine Lichtfuge ist ein Spalt zwischen zwei Bauteilen, der als Lichtstreifen gestalterisch in Erscheinung tritt.

### Pressfuge
siehe: Arbeitsfuge

### Wartungsfuge
Die Wartungsfuge ist eine mit Dichtstoff gefüllte Fuge, die durch chemische, biologische, mechanische oder Witterungs-Einflüsse von Verschleiß betroffen ist. Wartungsfugen sind darum regelmäßig einer Sichtprüfung bzw. einer Dichtigkeitsprüfung zu unterziehen und gegebenenfalls zu erneuern. Ein bekanntes Beispiel sind Silikonfugen im unmittelbaren Nassbereich.
Die DIN 52460 (Fugen- und Glasabdichtungen, Begriffe) beinhaltet Definitionen, trifft aber keine Aussagen zur Gewährleistung.